# Spergularia atrosperma
Spergularia atrosperma är en nejlikväxtart som beskrevs av R. P. Rossb. Spergularia atrosperma ingår i släktet rödnarvar, och familjen nejlikväxter. Inga underarter finns listade i Catalogue of Life.